# Cá hồi đỏ
Cá hồi đỏ (danh pháp khoa học: Oncorhynchus nerka) là một loài cá hồi di cư sống ở miền bắc Thái Bình Dương và sông ngòi đổ vào đây. Đây là một loài cá hồi Thái Bình Dương (chi Oncorhynchus) mang sắc đỏ khi vào mùa sinh sản. Nó có thể đạt chiều dài tới 84 cm (2 ft 9 in), với cân nặng 2,3 đến 7 kg (5–15 lb). Cá non sống trong nước ngọt cho đến khi đủ lớn để bơi đến biển, qua quãng đường dài đến 1.600 km (1.000 mi). Nguồn thức ăn chính của cá hồi đỏ là động vật phù du. Đây là động vật sinh sản một lần, chết đi sau đó. Một số quần thể, gọi là cá hồi kokanee, không di cư đến biển mà sống cả đời trong môi trường nước ngọt.

## Tên gọi và danh pháp
Cá hồi đỏ là loài phổ biến thứ ba trong chi Oncorhynchus, sau cá hồi hồng và cá hồi chó. Tên chi Oncorhynchus ghép từ ὄγκος (onkos) nghĩa là "móc" và ῥύγχος (rhynchos) nghĩa là "mỏ". Nerka là tên tiếng Nga cho cá hồi đỏ di cư. Trong tiếng Anh, nó có tên gọi "sockeye": đây là dạng Anh hoá của từ suk-kegh (sθə́qəy̓), tên gọi của nó trong tiếng Halkomelem, ngôn ngữ của dân bản địa dọc vùng hạ lưu sông Fraser. Suk-kegh nghĩa là "cá đỏ".

## Mô tả
Khi sống ở biển, cá hồi đỏ có màu bạc ánh lam. Khi trở về sông, thân mình chúng trở đỏ còn đầu mang màu xanh lục. Chiều dài cá hồi đỏ trửng thành là 60 đến 84 cm (2 ft 0 in–2 ft 9 in), cân nặng 2,3 đến 7 kg (5–15 lb).

## Phân bố và môi trường sống
Về phía nam, cá hồi đỏ lan xa đến sông Columbia (dù đã ghi nhận cá thể hiện diện xa về phía nam đến tận sông 10 Mile tại Mendocino, California) ở duyên hải Đông Thái Bình Dương và bắc đảo Hokkaidō, Nhật Bản tại miền Tây Thái Bình Dương. Về phía bắc, nó sống xa đến tận cả vịnh hẹp Bathurst ở Canada Bắc Cực về phía đông và sông Anadyr ở Siberia về phía tây. Nơi sâu trong đất liền nhất mà cá hồi đỏ bơi tới được là hồ Redfish, Idaho, cách biển 1.400 km (900 mi), đạt độ cao 2.000 m (6.500 ft).